# Birinci Lig 1955/56
Die Birinci Lig 1955/56 war die 1. Saison der höchsten zyperntürkischen Spielklasse im Männerfußball.
Doğan Türk Birliği SK wurde erster zyperntürkischer Fußballmeister. Das Spiel zwischen Çetinkaya TSK und Mağusa Türk Gücü wurde nicht ausgetragen, aufgrund des Ausbruchs des Zypriotischen Unabhängigkeitskrieges.

## Abschlusstabelle
| Pl. | Verein                | Sp. | S | U | N | Tore    | Diff. | Punkte |
| --- | --------------------- | --- | - | - | - | ------- | ----- | ------ |
| 1.  | Doğan Türk Birliği SK | 10  | 9 | 0 | 1 | 042:150 | +27   | 18:20  |
| 2.  | Çetinkaya TSK         | 9   | 7 | 0 | 2 | 040:120 | +28   | 14:40  |
| 3.  | Mağusa Türk Gücü      | 9   | 5 | 1 | 3 | 030:280 | +2    | 11:70  |
| 4.  | Gençlik Gücü TSK      | 10  | 3 | 0 | 7 | 020:310 | −11   | 06:14  |
| 5.  | Baf Ülkü Yurdu        | 10  | 2 | 1 | 7 | 013:470 | −34   | 05:15  |
| 6.  | Gençler Birligi       | 10  | 2 | 0 | 8 | 015:270 | −12   | 04:16  |